# Текстови ковчега
Текстови ковчега су колекција староегипатских погребних чини које су исписиване на ковчезима од Првог међупериода. Настали су из ранијих текстова пирамида који су били присутни у гробницама краљевске породице, али се текстови ковчега проналазе и код обичног народа. Сваки човек који је могао да приушти ковчег је имао ове чини исписане у ковчегу и загробни живот више није био резервисан само за фараона.
Текстови су се највише исписивали у Средњем царству и укупно је забележено 1.185 чини. Понекад су исписивани и на стелама, канопским шкрињама (у којима су се чувале канопске вазе), папирусу и маскама мумија. Због ограниченог простора за писање, чини су се скраћивале и појавиле су се кратке верзије из којих ће касније настати Књига мртвих.

## Радња
За разлику од текстова пирамида који су се бавили небеским царством, текстови ковчега су се бавили подземним светом, Дуатом, којим је владао Озирис и који је био доступан свима. Ипак, овај подземни свет је био пун опасности, замки и цака које је покојник морао да превазиђе и текстови ковчега су покојника штитили од ових опасности.
Текстови ковчега садрже нов концепт да свим људима суди Озирис на основу тога како су водили живот. Текстови спомињу коришћење ваге која ће касније бити кључан део мерења срца покојника са пером богиње Маат у Књизи мртвих. Текстови се баве страховима које су људи имали током живота, као да ће морати да раде напорно у загробном животу, и нуде чини које ће покојника заштити од овога.
Текстови су мешавина ритуала заштите, аспирација за блаженство у загробном животу, трансмиграцију ба и ах, али и описе Дуата.